# Иррадиация (оптика)
Иррадиация (лат. irradio — освещаю лучами) — в оптике — явление зрительного восприятия человеком трехмерных объектов и плоских фигур на контрастном фоне, при котором происходит оптический обман зрения, заключенный в том, что наблюдаемый предмет кажется иного размера, нежели его истинный размер. Например, в морском деле этот эффект проявляется таким образом, что зрительно фигура светлого цвета на чёрном фоне кажется наблюдателю больше, по сравнению с аналогичной фигурой тёмного цвета на светлом фоне.
Такая иллюзия возникает при наблюдении светлых фигур или объектов на чёрном фоне и наоборот. Подобная иллюзия возникает из-за несовершенства анализа человеческим головным мозгом информации, полученной от органов зрения.
Наглядный пример оптической иррадиации виден на картинке справа. Вглядитесь в чёрный квадрат на белом фоне и белый квадрат на чёрном фоне. Белый квадрат кажется большего размера, чем чёрный. Это оптическая иллюзия. На самом деле квадраты одинакового размера. Также, у некоторых людей при наблюдении за белым квадратом, может возникнуть иллюзия «свечения» квадрата (будто стороны квадрата захватывают дополнительную площадь фона по его периметру).
Оптическая иррадиация плохо изучена. Все выводы и суждения ученых построены только на опытных данных, получаемых при научных исследованиях явления оптической иллюзии. Однако, из-за несовершенства современных медицинских и научных средств изучения, понять физиологическую сторону оптической иррадиации в настоящее время не представляется возможным.

## Оптическое объяснение
Самая реалистичная версия объясняется засвечиванием сетчатки глаза. Например звезда на ночном небе вполне видна, но такая же мелкая тёмная точка на ярком солнечном диске незаметна совсем. Это обусловлено тем, что лучи света возбуждают фоторецепторы целиком или вовсе не идеально фокусируются на сетчатке. Иллюзия характерна преимущественно для мелких объектов, где граница выглядит светлой.